# ماركوس مارتين دي لا فيوينت
ماركوس مارتين دي لا فيوينت (بالإسبانية: Marcos Martín de la Fuente)‏ هو لاعب كرة قدم إسباني، ولد في 17 سبتمبر 1968 في مدينة ميورقة في إسبانيا. لعب مع ريال مايوركا ب وريال مايوركا ونادي إشبيلية.

## وصلات خارجية
- ماركوس مارتين دي لا فيوينت على موقع قاعدة بيانات كرة القدم.إي يو (الإنجليزية)
- ماركوس مارتين دي لا فيوينت على موقع Soccerway.com (الإنجليزية)
- ماركوس مارتين دي لا فيوينت على موقع عالم كرة القدم.نت (الإنجليزية)